# 綾小路俊賢
綾小路俊資（あやのこうじ としかた、文政7年（1824年）閏8月23日 - 嘉永7年（1854年）7月10日）は、江戸時代後期の公卿。

## 官歴
- 文政10年（1827年）：従五位下
- 天保2年（1831年）：従五位上
- 天保4年（1833年）：正五位下
- 天保7年（1836年）：侍従
- 天保10年（1839年）：従四位下
- 天保13年（1842年）：正四位上
- 弘化4年（1847年）：常陸権介
- 嘉永2年（1848年）：左権少将
- 嘉永3年（1849年）：権中将
- 嘉永4年（1850年）：従三位

## 系譜
- 父：綾小路有長
- 子：綾小路有良
- 養子：大原重実